# Dinah (sång)
"Dinah" är en populär sång och jazzstandard.
Musiken skrevs av Harry Akst, texten av Sam M. Lewis och Joe Young. Sången publicerades 1925 och uppfördes  av Eddie Cantor i "Kid Boots", samma år i Pittsburgh.
Den var otroligt framgångsrik med olika jazzband från 1920-talet och framåt, med versioner av Ethel Waters, Louis Armstrong, Fats Waller, Duke Ellington, Bing Crosby med Mills Brothers (etta på Billboards försäljningslista i två veckor 1932: 30 januari - 12 februari), Cab Calloway, Jimmy Raney, Benny Goodman, Lionel Hampton, Boswell Sisters, Louis Prima och även Thelonious Monk.

### Allmänna källor
- Dinah (1925) på JazzStandards
- Dinah på ClassicJazzStandards
- Edgar W. Pope, 2011, The Many Faces of “Dinah”: A Prewar American Popular Song and the Lineage of its Recordings in the U.S. and Japan i The Journal of the Faculty of Foreign Studies, Aichi Prefectural University. Area studies and international relations, 43, sid. 155-190.
- Ted Gioia, 2021, The Jazz Standards: A Guide to the Repertoire, sid. 104-105. ISBN 9780190087203.